# セカンドステージ
セカンドステージは、かつてお笑い集団ティーライズで活動していたお笑いコンビ。通称「セカステ」。2001年3月結成。2007年解散。

## メンバー
- 佐藤 純（さとう じゅん）
  - 1979年3月11日生まれ。山形県酒田市の出身。
  - 東北学院大学卒。
  - 趣味は料理、写真。
  - かつては「くおん」というコンビで活動していた。
  - 現在はピン芸人「純☆レジェンド」として活動中。
  - 不定期でツイキャス配信中
  - 趣味はタロット占い

- 野田 晋ノ介（のだ しんのすけ）
  - 1977年3月22日生まれ。広島県広島市の出身。
  - 趣味はカラオケ、宝くじ。

## レギュラー番組
- 土曜のてっぺん（東北地方のANN系列局）
- ゴールデンライン木曜「セカンドステージのセカステ的ハッピーデイズ」（仙台シティエフエム）
- おお！青春！（ニューメディア）※佐藤のみ

## 過去の出演番組
- 爆笑オンエアバトル（NHK総合テレビ）戦績1勝4敗 最高489KB
- ますだおかだのでたぁトコ勝負（ファミリー劇場）
- OH!バンデス（ミヤギテレビ）
- セカステ的高校生活（山形放送）
- 学校が好き!（テレビユー福島）※野田のみ